# Ailleurs
Ailleurs (em inglês, Squat) é um filme de drama de 2017 dirigido por Samuel Matteau, em sua estreia na direção. Teve estreia no Festival de Cinema da Cidade de Quebec 2017.

## Sinopse
Após um ataque criminoso, Thierry e seu amigo Samu decidem fugir dos subúrbios em direção ao centro de Quebec.

## Elenco
- Noah Parker - Thierry Vezina
- Théodore Pellerin - Samu
- Serge Bonin
- Antoine DesRochers
- Mathieu Drouin
- Clémence Dufresne-Deslières
- Robert Lepage
- Christian Michaud
- Nahéma Ricci
- Claude Robinson - Bouchard
- Emmanuel Schwartz - Duc
- Gabriel Cloutier Tremblay

## Produção
Inicialmente seria lançado em setembro de 2016, mas foi adiado devido à adição de efeitos visuais.

## Recepção
Em sua crítica no Le Soleil, Éric Moreault disse que o filme tem “uma falta de fôlego e de intensidade (...) Uma grande primeira tentativa que sugere coisas boas, desde que Samuel Matteau tenha os meios para concretizar as suas ambições.” No Films du Québec, Charles-Henri Ramond disse que "vários personagens estão mal definidos, mas a intensidade geral é muito real."